# Porsgrunn SK
Porsgrunn SK, pełna nazwa Porsgrunn Sjakklubb – norweski klub szachowy z siedzibą w Porsgrunn, mistrz kraju z 2006 roku.

## Historia
Klub został założony w 1938 roku. W latach 60. nastąpił rozwój klubu. W 2006 roku klub zdobył mistrzostwo Norwegii, po pokonaniu z finale Asker SK. W składzie drużyny znajdowali się wówczas m.in. bracia Kjetil i Espen Lie. W latach 2009–2010 klub zajmował trzecie miejsce w Eliteserien, a w sezonie 2010/2011 uzyskał wicemistrzostwo, ulegając jedynie Oslo SS. W 2012 roku klub wycofał się z rozgrywek ligowych. Kilka lat później nastąpił powrót do rywalizacji na szczeblu ligowym.